# Andries Hendrik Potgieter

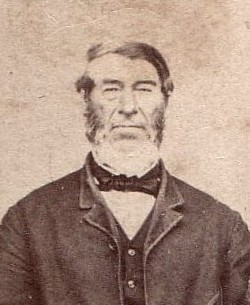
Andries Hendrik Potgieter.

Andries Hendrik Potgieter, född 19 december 1792, död 16 december 1852, var en sydafrikansk boerledare.
Potgieter anförde 1836 vid boernas "stora uttåg" (groote trek) från Kapkolonin en skara av sina landsmän. Han förklarade 1838 det land, som den undan boerna över Limpopofloden flyktade matabelehövdingen Mosilikatse innehaft mellan Vaal och Limpopo, förverkat och grundlade samma år, sedan han utan framgång kämpat mot zuluerna i Natal, staden Potchefstroom. Den blev ett slags huvudstad för boerna i Transvaal och i området närmast söder om Vaal.
Potgieter och hans kamrater ingick 1840 union med de boer som slagit sig ned kring den även av Potgieter 1837 anlagda kolonin Winburg i Oranjefristaten, och Potgieter var allmänt erkänd ledare för boerna på båda sidor om Vaal till 1845, då han med en skara landsmän flyttade till östra Transvaal, först till Zoutpansberg och sedan till Lydenburg. Han invecklades sedermera i tvist med en annan betydande boerledare i Transvaal, Andries Pretorius, men försonades 1852 med denne och accepterade även för sin del den av Pretorius med brittiska regeringen samma år avslutade Sand River-konventionen om villkoren för Transvaals självständighet.